# Bartolomeo Malatesti
Bartolomeo Malatesti (1400/1410 – Rimini, 5 giugno 1448) è stato un vescovo cattolico italiano, vescovo di Rimini dal 1445 al 1448 e componente della celebre famiglia dei Malatesti.

## Biografia

Stemma dei Malatesta

Dal volume "Caesena Sacra" (Pisa 1643, I, p. 72) di Frate Bernardino Manzoni, Inquisitore Pisano e Bibliotecario della Malatestiana di Cesena tra 1625 e 1626, si ricava che Bartolomeo, "ordinis Minorum Conventualium professus", è figlio di Galeotto I Malatesti, e quindi fratello di Carlo e Galeotto Belfiore.
Galeotto I è fratello di Malatesta Antico il quale da tale Giovanna ebbe Leale, legittimato nel 1313 e vescovo di Rimini tra 1374 e 1400, dopo aver ricoperto analogo incarico a Pesaro dal 1370.
Da Malatesta Antico deriva Pandolfo II che genera Malatesta dei Sonetti, da cui nasce Pandolfo (1390) che è arcivescovo di Patrasso e fratello di Cleofe Malatesti  la quale il 19 gennaio 1421 sposa Teodoro (1396-1448), despota di Morea e figlio dell'imperatore bizantino Manuele II (1350-1425).